# Digué Diawara
Pour les articles homonymes, voir Diawara.
Digué Diawara, né le 3 octobre 1998, à Saint-Denis, en France, est un joueur français de basket-ball. Il évolue aux postes d'ailier et ailier fort.

## Biographie
En avril 2019, Diawara annonce sa candidature à la draft 2019 de la NBA mais retire son nom avant la date limite.
En juin 2021, Diawara rejoint l'UJAP Quimper, club de deuxième division pour la saison 2021-2022.

## Palmarès
- Champion d'Europe des -16 ans 2014
- Champion d'Europe des -18 ans 2016
- Championnat d'Europe des -20 ans 2017